# 하치스카 이에마사

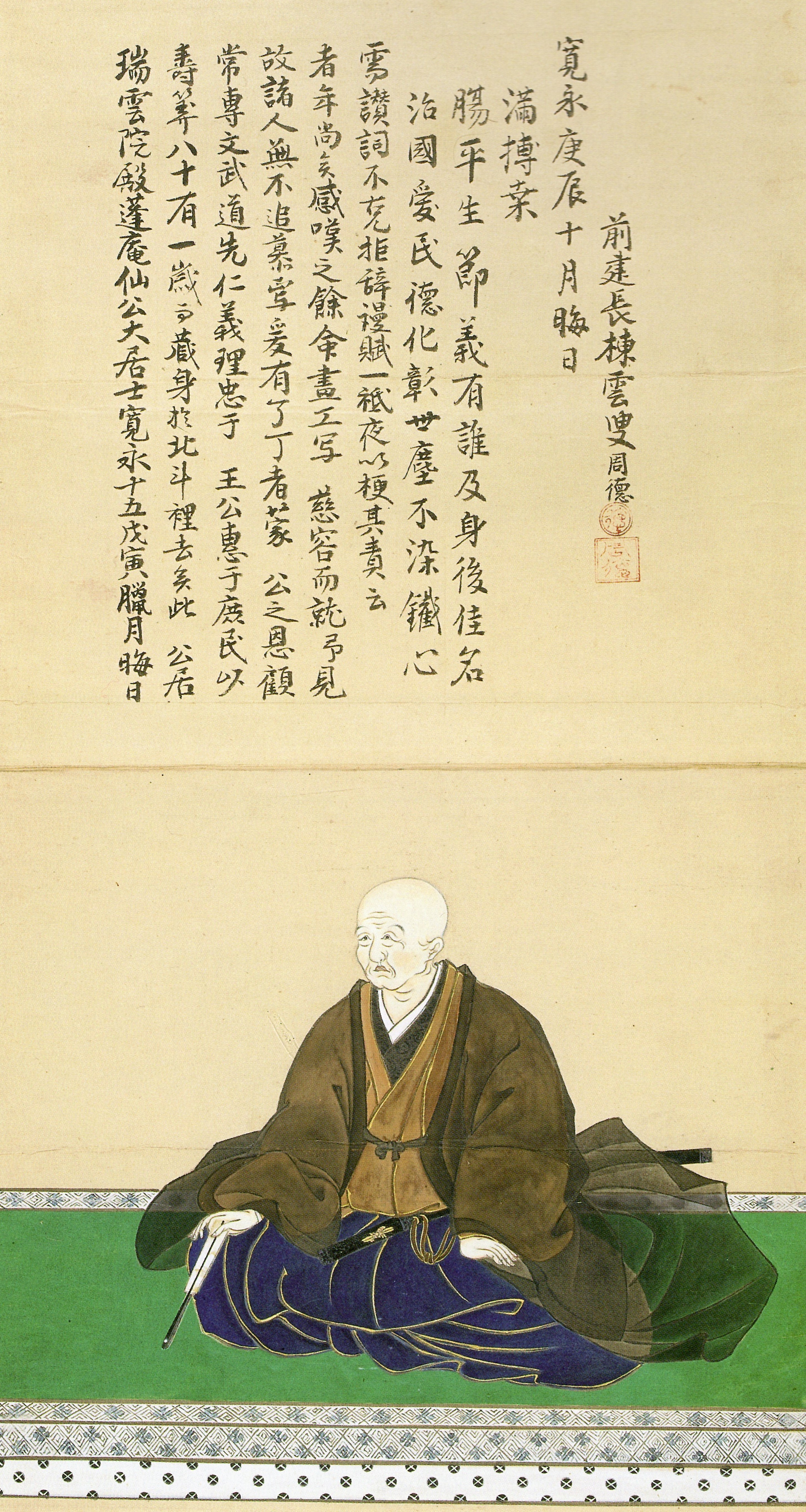
개인 소장

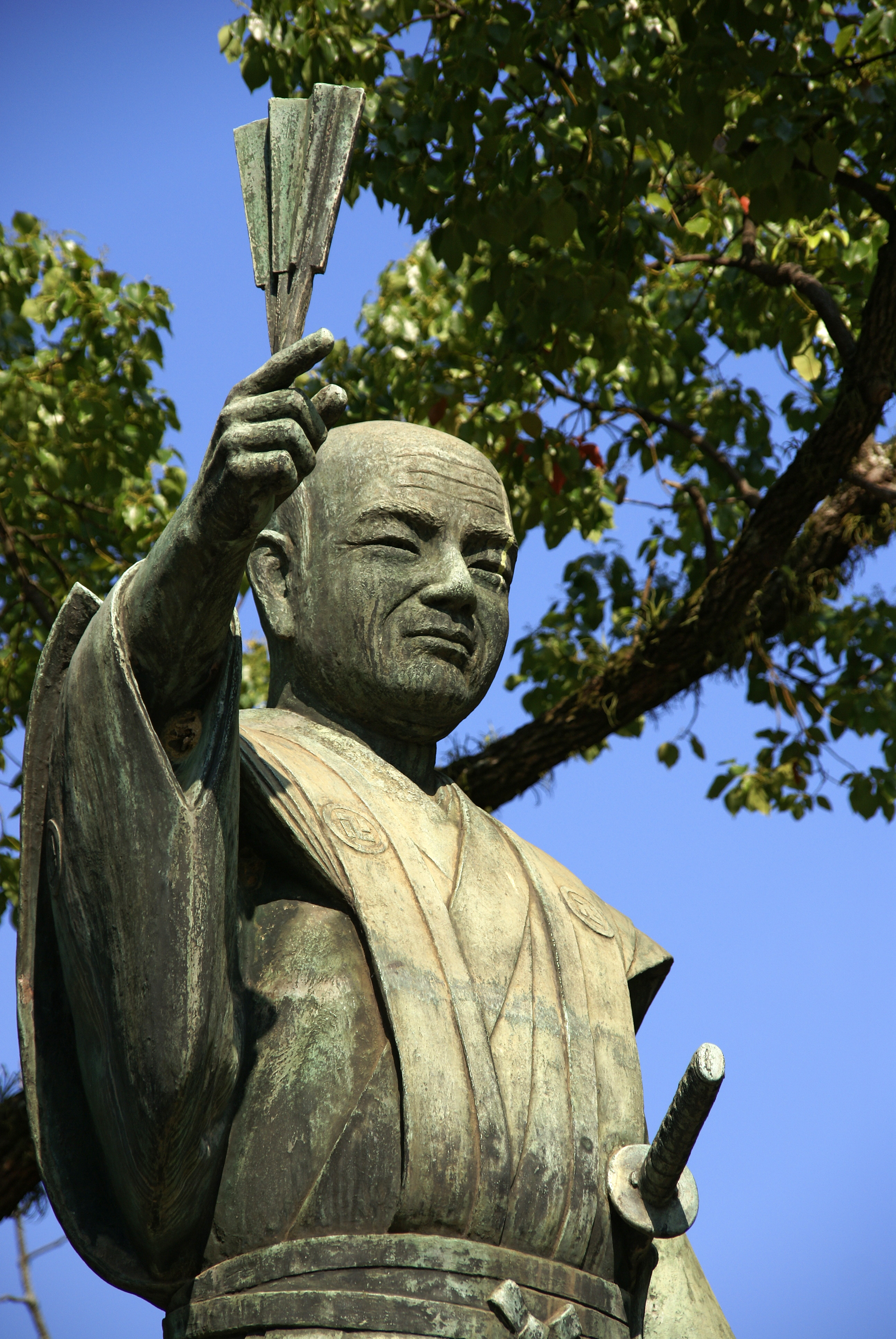
도쿠시마성의 하치스카 이에마사 동상

하치스카 이에마사(일본어: 蜂須賀家政 はちすか いえまさ[*], 에이로쿠 원년(1558년) ~ 간에이 15년 음력 12월 30일(1639년 2월 2일))는 아즈치모모야마 시대부터 에도 시대에 걸쳐 활약한 무장 겸 다이묘이다. 아버지 하치스카 마사카쓰 대신 아와국에 파견되어 도쿠시마번의 기초를 다졌다.

## 생애

### 출사
에이로쿠 원년(1558년) 하치스카 마사카쓰의 장남으로 오와리국 니와군 미야우시로촌(현 고난시)에서 태어났다. 오와리 국 다이묘 오다 노부나가를 섬겨 그의 가신 하시바 히데요시를 따랐다. 히데요시가 노부나가의 명을 받아 주고쿠를 공략할 때 아버지와 함께 종군했다.
덴쇼 10년(1582년) 오다 노부나가가 가신 아케치 미쓰히데에 모살되는 혼노지의 변이 일어나자, 하시바 히데요시를 따라 야마자키 전투에 종군해 아케치 미쓰히데를 격파한다. 덴쇼 11년(1583년) 시즈가타케 전투에서 활약하고, 덴쇼 12년(1584년) 하리마국 사요 군 중 3,000석을 영지로 받았다.
덴쇼 13년(1585년) 기이 사이카 무리를 제거하는 등, 많은 전공을 세웠다. 또, 시코쿠 정벌에 있어서 아와 기쓰성, 이치노미야성 등을 함락한 공으로 히데요시는 이에마사의 아버지 하치스카 마사카쓰에 아와 1국을 주었다. 하지만, 아버지 마사카쓰는 히데요시의 곁에 있기를 원해 이에마사가 아와를 다스리게 된다. 이렇게 하여 덴쇼 14년(1586년) 아와 18만석의 다이묘가 되었고, 종오위하 아와노카미에 위계된다.
이 시기 도쿠시마성이 축성되어 준공을 즈음해 영민들에게 춤을 추도록 제촉했다고 한다. 이 춤이 아와 춤으로 현재 매년 여름 도쿠시마시에서는 성대한 축제로 열리고 있다.
덴쇼 15년(1587년) 규슈 정벌에 종군해 휴가국 다카성 공격에서 공을 세운다. 뒤이어 덴쇼 18년(1590년) 오다와라 정벌에서는 이즈국 니라 산성을 공격에서는 후쿠시마 마사노리와 함께 선봉대에 서 전공을 세웠다.
분로쿠 원년(1592년) 임진왜란이 일어나자, 제5진 후쿠시마 마사노리의 휘하 장수로 참전하였으나 청주 전투에서 패배했다. 하지만 게이초 2년(1597년) 남원성 전투, 울산성 전투에서 나베시마 나오시게 등과 함께 구원병을 이끌고 아사노 요시나가를 구출하는 활약을 했다. 하지만, 전장에 있어서 이시다 미쓰나리와 대립하여 자신의 소령 중 가신에 주었던 소령이 몰수되었다.

### 세키가하라 전투
게이초 3년(1598년) 히데요시가 죽고, 뒤이어 1599년 마에다 도시이에가 죽자, 후쿠시마 마사노리, 가토 기요마사, 아사노 요시나가 등이 이시다 미쓰나리를 습격하는 사건이 일어난다. 이 사건에 이에마사도 참가했다는 사료와 참가하지 않았다는 사료가 공존한다. 이 무렵 도쿠가와 이에야스의 양녀(오가사와라 히데마사의 친딸)를 아들 요시시게의 처로 맞이하여 사돈관계를 맺는 등 전형적인 무단파 친이에야스 다이묘로 활동한다.
게이초 5년(1600년) 세키가하라 전투에서 병을 핑계로 참전하지 않지만, 서군에 대해 병력을 파견하였고, 오사카 주변 경호를 담당했다. 그리나, 아들 요시시게는 아이즈 정벌군에 파견되어 동군에 가담하였으며, 무공을 세우게 된다. 이에 전후 자신의 소령을 지킬 수 있었다. 이에마사는 서군에 가담한 응분의 책임을 지는 형태로 출가해 가독을 아들 요시시게에게 주었다.

### 에도 시대
게이초 19년(1614년)부터 시작된 오사카 전투에서 도요토미 가문측에 서달라는 밀서를 받고 요시시게를 설득하지만 반려되었고, 결국 슨푸 성의 이에야스를 방문하여 밀서를 제출한다. 오사카 전투 후, 요시시게의 전공으로 하치스카 가문은 아와지 국을 하사받아 25만 7천 석의 다이묘가 되었다.
겐나 6년(1620년) 요시시게가 요절한 후, 손자 다다테루를 보필하였고, 다다테루가 성인인 되는 간에이 6년(1629년)까지 도쿠시마번의 기초를 다졌다.
센고쿠 시대를 경험한 원로로 3대 쇼군 도쿠가와 이에미쓰 시기에는 쇼군의 정치·군사에 대한 상담역으로 출사했다고 한다. 간에이 15년(1639년) 음력 12월 30일 임종하였다. 향년 81세였다.

## 인물
- 다테 마사무네가 아와의 너구리라고 평한 이야기가 전해져 온다.
- 친이에야스적 일면이 있다고 말할 수 있는 것은 이시다 미쓰나리에 대한 사적인 감정 때문이라고 생각할 수 있다. 하지만, 이에마사 자신은 도요토미씨에 대한 은공이 남아있어 세키가하라 전투와 오사카 전투에서 소극적 행동을 하였다.

## 같이 보기
- 도쿠시마번
- 도쿠시마성